# Tracheophilus sisowi
Tracheophilus sisowi är en plattmaskart. Tracheophilus sisowi ingår i släktet Tracheophilus och familjen Cyclocoelidae. Inga underarter finns listade i Catalogue of Life.